# Institut de technologie du Cambodge
Pour les articles homonymes, voir ITC.
L’Institut de Technologie du Cambodge (ITC) est un établissement d'enseignement supérieur et de recherche scientifique situé à Phnom Penh.

## Historique
L’institut Technique Supérieur de l’Amitié Khméro-Soviétique (ITSAKS) a été créé en 1964 et soutenu jusqu’en 1975 par la coopération soviétique.
Après la chute de la république khmère, les locaux sont transformés un temps en centre de transit pour les Khmers de l’étranger qui décident de revenir au pays. L’institut reprend sa vocation initiale dans les derniers mois du Kampuchéa démocratique pour dispenser une formation technico-professionnelle à des enfants de cadres khmers rouges.
Après la mise en place de la république populaire du Kampuchéa, l’URSS participe à nouveau au financement de l’Institut mais interrompt son assistance en 1991. Jusqu’en 1994, le PNUD, avec le concours de l’UNESCO, a rendu possible une continuité de l’enseignement en russe.
En 1993, le gouvernement cambodgien et le gouvernement français ont décidé de permettre à l’ancien ITSAKS de conserver sa place dans l’enseignement supérieur au Cambodge et de faire du nouvel Institut de Technologie du Cambodge (ITC) un établissement situé aux premières lignes dans le développement et la reconstruction. Les accords signés le 10 septembre 1993 entre le Cambodge et la France donnèrent mission à l'Agence Universitaire de la Francophonie (anciennement AUPELF-UREF) de mettre en œuvre la rénovation de l’Institut et d’assurer le fonctionnement administratif, pédagogique et financier de l’établissement. Ce mandat s'est poursuivi jusqu'en 2004, date à laquelle les autorités cambodgiennes se sont approprié l'Institut. Depuis 1997, l'ITC bénéficie d'un soutien financier  et académique important de la Belgique (via des programmes de coopération universitaire institutionnelle). Ces programmes ont permis d'acheter de nouveaux équipements didactiques, d'apporter un support à la formation des étudiants, des enseignants et des chercheurs.
Aujourd'hui l'ITC bénéficie de l'appui d'un consortium international regroupant une quinzaine d'universités et écoles d'ingénieurs de France, de Belgique, du Japon et de l'Asie du Sud-Est. L'ITC est également membre des réseaux de l'AUF, de l'AUN/SEED-Net et du GMSARN.

## Composantes
En 2012, l'institut compte 7 départements comprenant chacun une filière techniciens supérieurs et une autre ingénieurs:
- Génie Géoressources et Géotechnique
- Génie électrique et énergétique
  - option énergies
  - option Électronique Automatique et Télécommunication
- Génie informatique et communication
- Génie chimique et alimentaire
- Génie civil
- Génie rural
- Génie industriel et mécanique

L'Institut de Technologie du Cambodge propose 6 formations de Master :
- Agro-Industrie et Environnement
- Génie civil (double diplôme avec l'INSA de Rennes)
- Génie électrique et énergétique
- Génie industriel et mécanique
- Ressources en eau
- Technologies mobiles